# Arturia (компания)
Arturia — французская компания, основанная в 1999 году в Гренобле, Франция. Компания разрабатывает и производит электронные музыкальные инструменты, включая программные синтезаторы, драм-машины, аналоговые синтезаторы, MIDI-контроллеры, секвенсоры и мобильные приложения.

## История

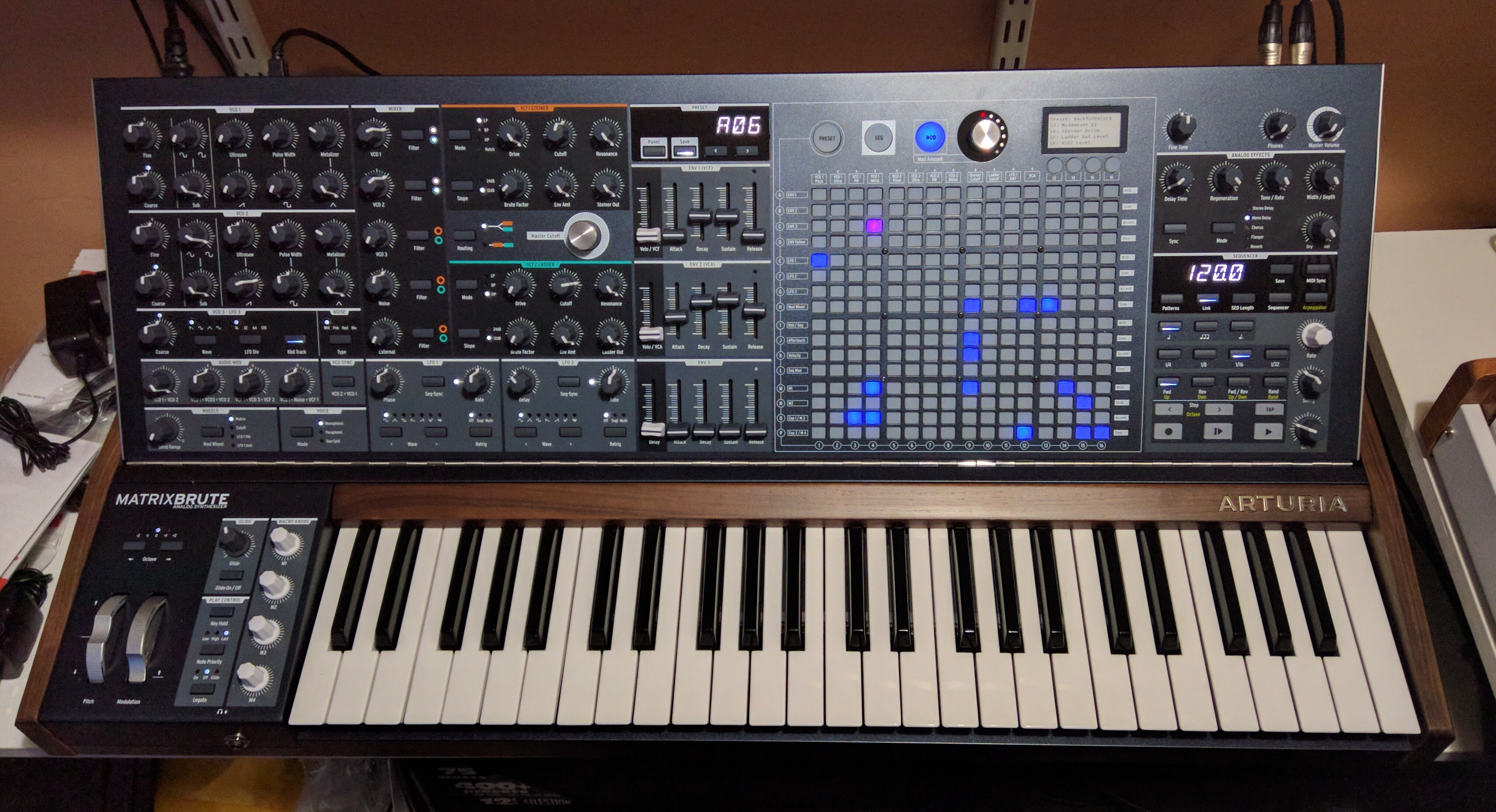
Arturia MatrixBrute (2016)

Arturia была основана в 1999 году в Гренобле инженерами INPG Фредериком Бруном и Жилем Поммерёй для создания доступных программных синтезаторов. Первым продуктом, который они разработали, была виртуальная рабочая станция для инструментов Storm. Подражание классическим аналоговым синтезаторам помогло компании завоевать популярность на своём рынке. Чтобы создавать звуки с минимальными цифровыми артефактами, Брун и Поммерёй разработали новые программные алгоритмы для устранения этих проблем.
В 2003 году, используя разработанные ими алгоритмы, Arturia работала с Робертом Мугом над созданием программного синтезатора Modular V. Modular V использует уникальную технологию True Analog Emulation (TAE), в точности воспроизводя генераторы, фильтры и другие модули из Moog 3C и Moog 55. После этих выпусков Arturia продолжала разрабатывать программные эмуляции хорошо известных синтезаторов, в том числе ARP 2600, Roland Jupiter-8, Minimoog и Sequential Circuits Prophet-5.
В 2007 году Arturia объединила звуки из своих нескольких виртуальных инструментов в Analog Factory, которая предложила 2000 предустановленных синтезаторных патчей предложив их в следующем году как Analog Experience, гибридную систему, которая объединила программное обеспечение с контроллером MIDI-клавиатуры, специально разработанным для удобного взаимодействия с этим ПО.

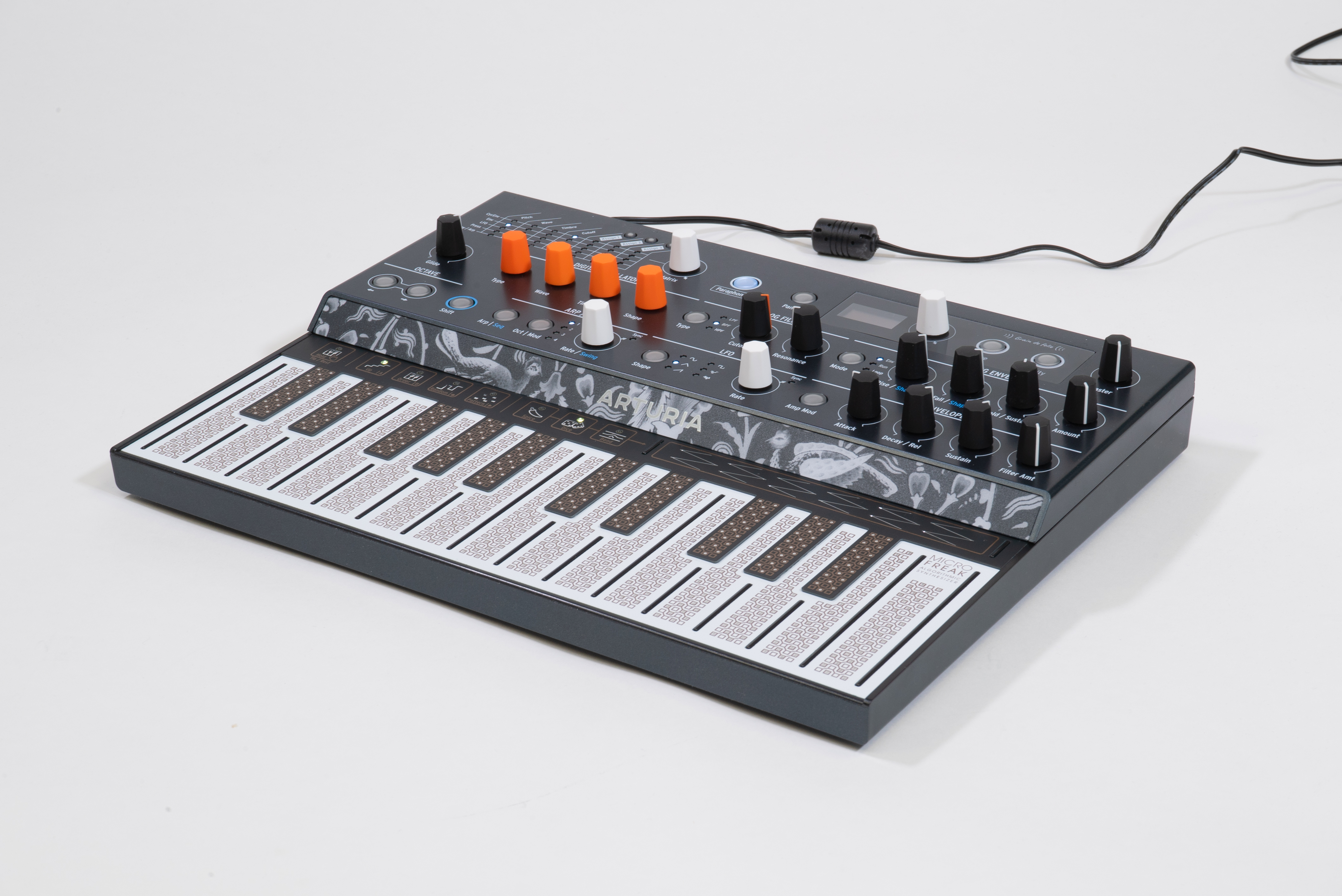
Arturia MicroFreak (2019)

Arturia вышла на рынок аппаратных синтезаторов в 2012 году с MiniBrute, 25-клавишным монофоническим аналоговым синтезатором в винтажном стиле с одним генератором, управляемым напряжением, двумя генераторами низкой частоты и настраиваемым фильтром Штайнера-Паркера. Синтезатор был представлен на выставке NAMM Show 2012. Несмотря на предсерийную неопределённость в отношении продаж, MiniBrute хорошо продавался из-за своей низкой цены и выразительного звука. В следующем году Arturia анонсировала свой следующий аппаратный синтезатор, MicroBrute, меньшую и менее дорогую версию MiniBrute с мини-клавишами, набором предустановок и секвенсором. Оба синтезатора получили признание критиков.
В январе 2018 года компания представила MiniBrute 2. Этот полумодульный аналоговый синтезатор включает в себя собственный крошечный патч-бэк, который подключается к модульному оборудованию Eurorack. Они также представили MiniBrute 2S, который заменяет традиционную клавиатуру пэдами для исполнения и секвенсором, более мощным, чем в MiniBrute 2, который можно записывать в реальном времени.

## Продукты
Линия продукции компании включает: программные синтезаторы, комплекты программного обеспечения, аппаратные синтезаторы, MIDI-клавиатуры и секвенсоры, мобильные приложения и другое звуковое оборудование и контроллеры.

### Программные синтезаторы
В декабре 2018 года Arturia выпустила свой первый оригинальный программный синтезатор под названием Arturia Pigments. Он имеет сходство с популярным VST плагином Serum, который в реальном времени визуализирует временные сигнатуры огибающих, фильтров, LFO и волновых таблиц.
Предыдущие программные синтезаторы Arturia являются эмуляциями других синтезаторов, органов и фортепиано, и их можно приобрести по отдельности или все вместе в V Collection. Arturia Analog Lab представляет собой набор пресетов для этих синтезаторов с ограниченным доступным звуковым моделированием и поставляется в комплекте со многими MIDI контроллерами, включая серии KeyLab MkII и KeyLab Essential.
- ARP2600 V[4]
- CS-80 V[5]
- Minimoog V[6][7]
- Modular V
- SEM V[8]
- Prophet V[9]
- Vox Continental V[10]
- Farfisa V
- Wurli V2[11]
- Jupiter-8 V[12]
- Solina V2, воссоздаёт ARP String Ensemble (ARP Instruments)
- Matrix-12 V2
- Stage-73 V, воссоздаёт несколько моделей Rhodes Piano (Rhodes Music Group)
- Synclavier V
- B-3 V
- Piano V3, воссоздаёт звук фортепиано используя физическое моделирование
- DX7 V, воссоздаёт DX7 (Yamaha)
- Buchla Easel V
- Clavinet V, воссоздаёт Clavinet (Hohner)
- CMI V
- Mellotron V, воссоздаёт Меллотрон
- Synthi V
- CZ V
- Emulator II V, воссоздаёт E-mu Emulator (E-mu)
- Jun-6 V
- Vocoder V
- OB-Xa V
- SQ80 V

### Программные эффекты

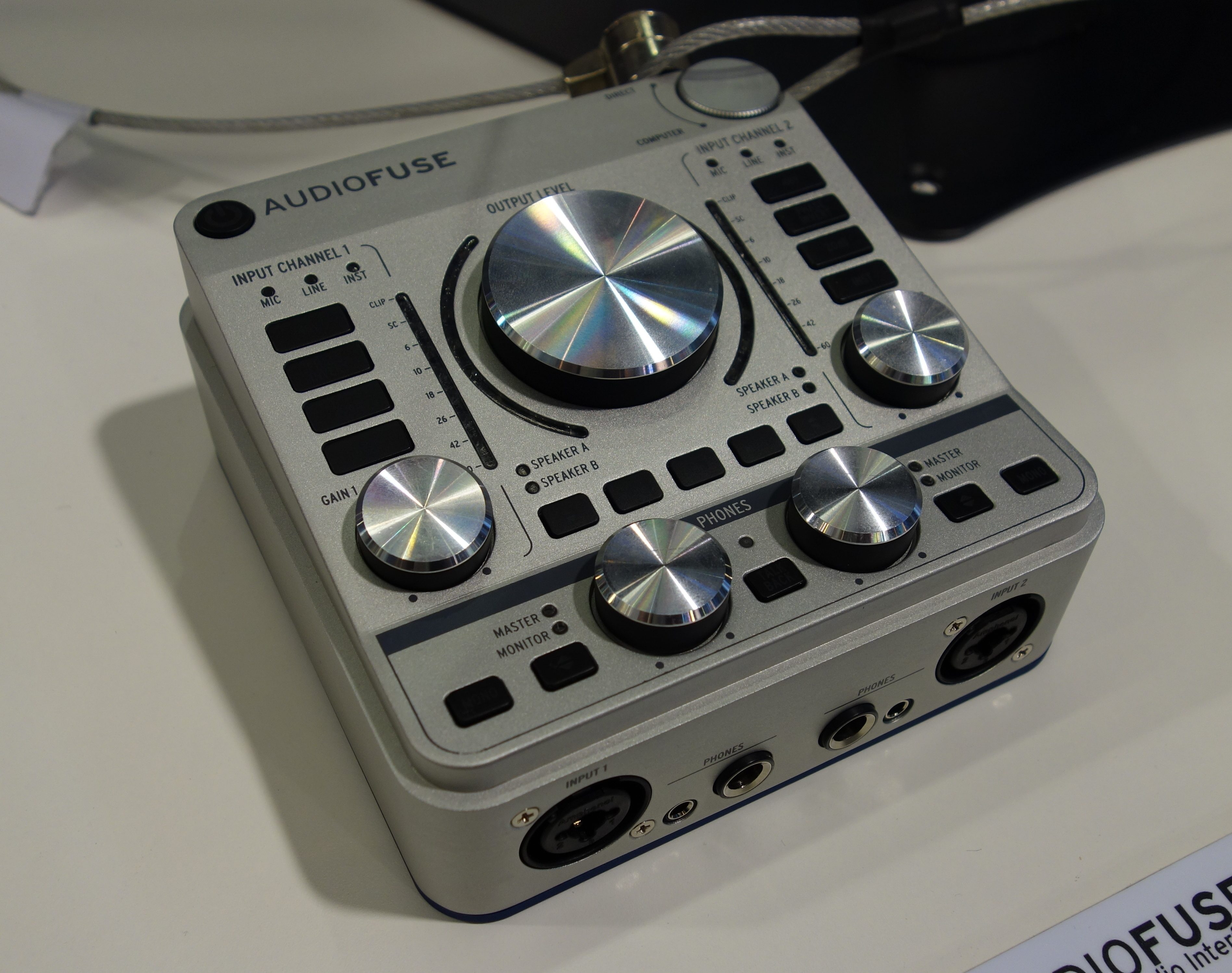
Arturia AudioFuse (2015)

- Comp VCA-65
- Comp FET-76
- Comp TUBE-STA
- Мини-фильтр
- M12-фильтр
- SEM-фильтр
- 1973-Pre
- TridA-Pre
- V76-Pre
- AudioFuse
- AudioFuse Studio[13]
- AudioFuse 8PRE

### MIDI контроллеры

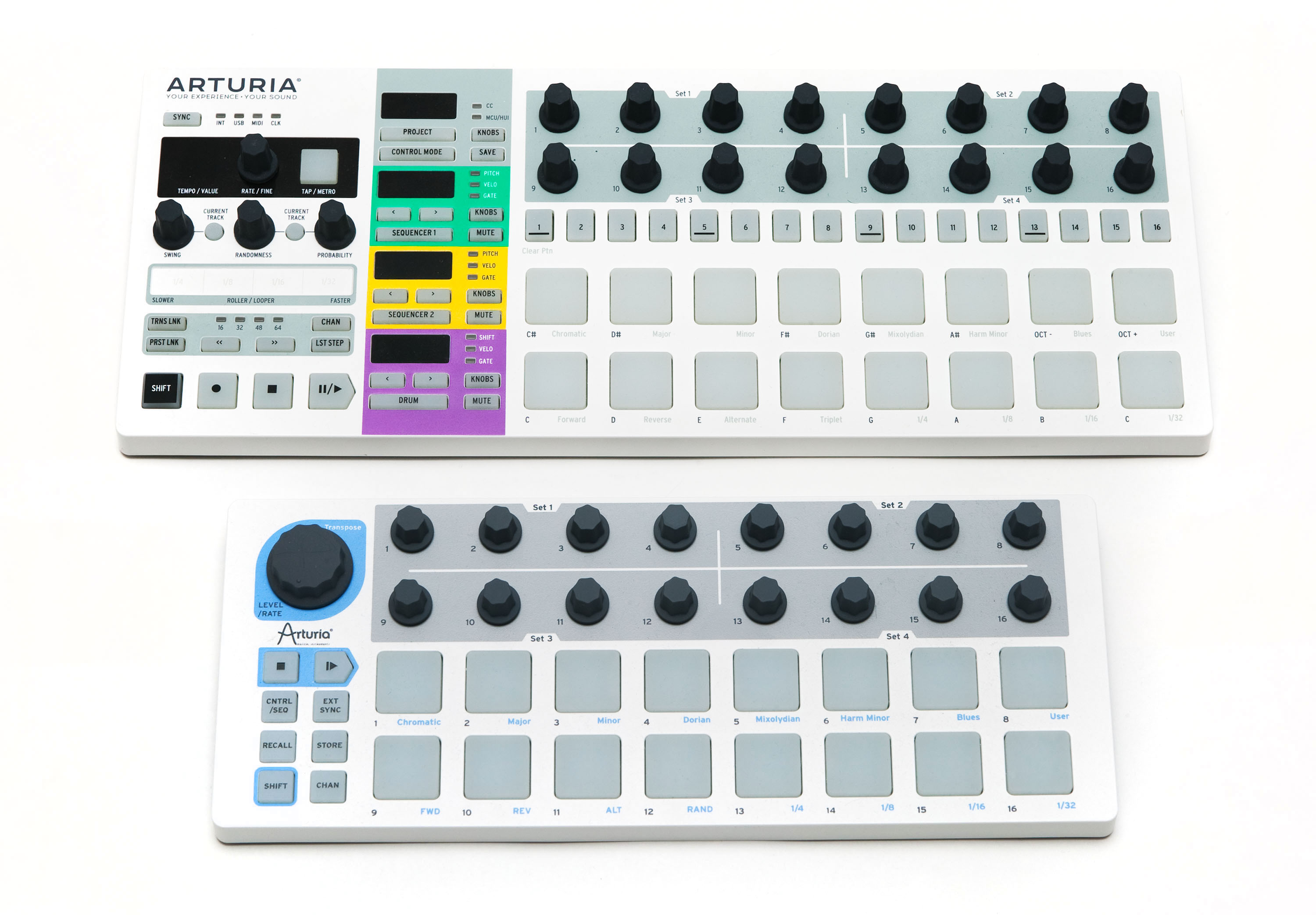
Контроллеры Arturia BeatStep Pro (2015) и BeatStep (2014)

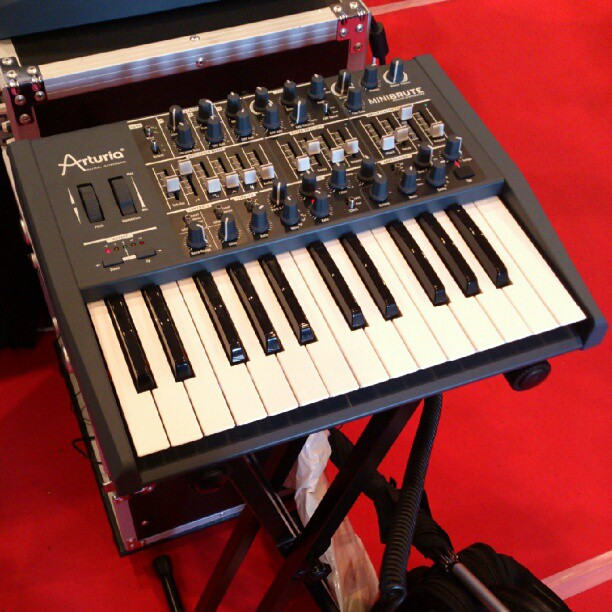
Arturia MiniBrute (2012)

- KeyStep[14][15]
- KeyStep 37[16]
- KeyStep Pro
- BeatStep[17]
- BeatStep Pro
- Minilab
- Minilab МК II
- Minilab 3
- MicroLab
- KeyLab Essential 49
- KeyLab Essential 61
- KeyLab Essential 88
- KeyLab 49 MK II
- KeyLab 61 MK II
- KeyLab 88
- KeyLab 88 MK II

- MicroFreak
- MicroBrute[18]
- MiniBrute
- MiniBrute 2
- MiniBrute 2S
- MatrixBrute
- Origin[19]
- PolyBrute
- DrumBrute[20]
- DrumBrute Удар

### Гибридные драм-машины (Windows / Mac OS X / iOS с контроллером)
- Spark[21]
- SparkLE[22]
- iMini
- iSem
- iProphet

### Драм-машина iOS
- iSpark